# Vic-sur-Seille
Vic-sur-Seille és un municipi francès situat al departament del Mosel·la i a la regió del Gran Est. L'any 2007 tenia 1.357 habitants.

## Demografia

### Població
El 2007 la població de fet de Vic-sur-Seille era de 1.357 persones. Hi havia 512 famílies, de les quals 150 eren unipersonals (71 homes vivint sols i 79 dones vivint soles), 139 parelles sense fills, 179 parelles amb fills i 44 famílies monoparentals amb fills.
La població ha evolucionat segons el següent gràfic:
Habitants censats

### Habitatges
El 2007 hi havia 611 habitatges, 524 eren l'habitatge principal de la família, 12 eren segones residències i 75 estaven desocupats. 446 eren cases i 163 eren apartaments. Dels 524 habitatges principals, 333 estaven ocupats pels seus propietaris, 167 estaven llogats i ocupats pels llogaters i 24 estaven cedits a títol gratuït; 4 tenien una cambra, 22 en tenien dues, 68 en tenien tres, 127 en tenien quatre i 303 en tenien cinc o més. 323 habitatges disposaven pel capbaix d'una plaça de pàrquing. A 256 habitatges hi havia un automòbil i a 184 n'hi havia dos o més.

### Piràmide de població
La piràmide de població per edats i sexe el 2009 era:
| Homes | Edats   | Dones |
| ----- | ------- | ----- |
| 0     | 95 o +  | 0     |
| 4     | 90 a 94 | 12    |
| 4     | 85 a 89 | 20    |
| 12    | 80 a 84 | 12    |
| 28    | 75 a 79 | 40    |
| 28    | 70 a 74 | 28    |
| 40    | 65 a 69 | 40    |
| 40    | 60 a 64 | 28    |
| 20    | 55 a 59 | 40    |
| 40    | 50 a 54 | 52    |
| 64    | 45 a 49 | 52    |
| 52    | 40 a 44 | 60    |
| 60    | 35 a 39 | 60    |
| 40    | 30 a 34 | 16    |
| 48    | 25 a 29 | 36    |
| 29    | 20 a 24 | 53    |
| 48    | 15 a 19 | 72    |
| 60    | 10 a 14 | 72    |
| 24    | 5 a 9   | 44    |
| 36    | 0 a 4   | 32    |

## Economia
El 2007 la població en edat de treballar era de 853 persones, 608 eren actives i 245 eren inactives. De les 608 persones actives 530 estaven ocupades (277 homes i 253 dones) i 78 estaven aturades (38 homes i 40 dones). De les 245 persones inactives 69 estaven jubilades, 58 estaven estudiant i 118 estaven classificades com a «altres inactius».

### Ingressos
El 2009 a Vic-sur-Seille hi havia 535 unitats fiscals que integraven 1.312,5 persones, la mediana anual d'ingressos fiscals per persona era de 16.529 €.

### Activitats econòmiques
Dels 46 establiments que hi havia el 2007, 3 eren d'empreses alimentàries, 1 d'una empresa de fabricació d'altres productes industrials, 3 d'empreses de construcció, 7 d'empreses de comerç i reparació d'automòbils, 3 d'empreses de transport, 5 d'empreses d'hostatgeria i restauració, 2 d'empreses financeres, 1 d'una empresa immobiliària, 6 d'empreses de serveis, 12 d'entitats de l'administració pública i 3 d'empreses classificades com a «altres activitats de serveis».
Dels 12 establiments de servei als particulars que hi havia el 2009, 1 era una gendarmeria, 1 oficina de correu, 1 autoescola, 2 paletes, 1 guixaire pintor, 2 perruqueries, 1 veterinari, 2 restaurants i 1 saló de bellesa.
Dels 7 establiments comercials que hi havia el 2009, 2 eren botiges de menys de 120 m², 3 fleques, 1 una peixateria i 1 una llibreria.
L'any 2000 a Vic-sur-Seille hi havia 9 explotacions agrícoles que ocupaven un total de 725 hectàrees.

## Equipaments sanitaris i escolars
L'únic equipament sanitari que hi havia el 2009 era una farmàcia.
El 2009 hi havia 1 escola maternal i 1 escola elemental.

## Poblacions més properes
El següent diagrama mostra les poblacions més properes.